# Petalium bistriatum
Petalium bistriatum är en skalbaggsart som först beskrevs av Thomas Say 1825.  Petalium bistriatum ingår i släktet Petalium och familjen trägnagare. Inga underarter finns listade i Catalogue of Life.